# Росія на зимових Олімпійських іграх 2006
Збірна Росії була однією з найчисельніших на Олімпіаді. До її складу ввійшли 190 спортсменів. Збірна була представлена в Турині 42 регіонами Росії. На урочистій церемонії відкриття Ігор прапор російської збірної ніс ковзаняр Дмитро Дорофєєв. Першу медаль у скарбничку російської олімпійської збірної принесла в другий день змагань, 12 лютого, Євгенія Медведєва-Арбузова, що завоювала бронзу в жіночому дуатлоні. У цей же день перше золото завоював Євгеній Дементьєв в чоловічому дуатлоні. Першу срібну медаль завоював Альберт Демченко в санному спорті. Всього ж спортсмени збірної Росії виграли 22 медалі, з яких 8 — золоті, що дозволило зайняти четверте місце в неофіційному загальнокомандному заліку.

## Медалісти

### Золото
| № | Спортсмени                                                                         | align="center"      | align="center"\|Вид спорту (дисципліна) |
| 1 | Євгеній Дементьєв                                                                  | Лижні гонки         | Лижні гонки (дуатлон 15 км + 15 км)     |
| 2 | Світлана Журова                                                                    | Ковзанярський спорт | Ковзанярський спорт (спринт, 500 м)     |
| 3 | Світлана Ішмуратова                                                                | Біатлон             | Біатлон (індивідуальна гонка, 15 км)    |
| 4 | Євген Плющенко                                                                     | Фігурне катання     | Фігурне катання (одиночне)              |
| 5 | Тетяна Навка Роман Костомаров                                                      | Фігурне катання     | Фігурне катання (танцювальні пари)      |
| 6 | Тетяна Тотьмяніна Максим Маринин                                                   | Фігурне катання     | Фігурне катання (спортивні пари)        |
| 7 | Альбіна Ахатова Ганна Богалій Світлана Ішмуратова Ольга Зайцева                    | Біатлон             | Біатлон (естафета, 4 × 6 км)            |
| 8 | Наталія Баранова-Масалкіна Лариса Куркіна Євгенія Медведєва-Арбузова Юлія Чепалова | Лижні гонки         | Лижні гонки (естафета, 4 × 5 км)        |

### Срібло
| № | Спортсмени                                                        | align="center"      | align="center"\|Вид спорту (дисципліна) |
| 1 | Євгеній Дементьєв                                                 | Лижні гонки         | Лижні гонки (мас-старт, 50 км)          |
| 2 | Альберт Демченко                                                  | Санний спорт        | Санний спорт (одинака)                  |
| 3 | Дмитро Дорофєєв                                                   | Ковзанярський спорт | Ковзанярський спорт (спринт, 500 м)     |
| 4 | Юлія Чепалова                                                     | Лижні гонки         | Лижні гонки (вільний стиль, 30 км)      |
| 5 | Олексій Воєвода Філіп Єгоров Олександр Зубков Олексій Селіверстов | Бобслей             | Бобслей (четвірка чоловіча)             |
| 6 | Микола Круглов Павло Ростовцев Сергій Чепіков Іван Черезов        | Біатлон             | Біатлон (естафета, 4 × 7,5 км)          |

### Бронза
| № | Спортсмени                                                                             | align="center"      | align="center"\|Вид спорту (дисципліна)   |
| 1 | Альбіна Ахатова                                                                        | Біатлон             | Біатлон (індивідуальна гонка, 15 км)      |
| 2 | Альбіна Ахатова                                                                        | Біатлон             | Біатлон (гонка переслідування, 10 км)     |
| 3 | Володимир Лебедєв                                                                      | Фрістайл            | Фрістайл (акробатика)                     |
| 4 | Євгенія Медведєва-Арбузова                                                             | Лижні гонки         | Лижні гонки (гонка переслідування, 15 км) |
| 5 | Альона Сідько                                                                          | Лижні гонки         | Лижні гонки (спринт, 1,1 км)              |
| 6 | Ірина Слуцька                                                                          | Фігурне катання     | Фігурне катання (одиночне)                |
| 7 | Катерина Абрамова Варвара Баришева Світлана Високова Галина Лихачова Катерина Лобишева | Ковзанярський спорт | Ковзанярський спорт (командна гонка)      |
| 8 | Іван Алипов Василь Рочев                                                               | Лижні гонки         | Лижні гонки (командний спринт)            |